# Висконди-ду-Риу-Бранку (Минас-Жерайс)
Висконди-ду-Риу-Бранку (порт. Visconde do Rio Branco) — муниципалитет в Бразилии, входит в штат Минас-Жерайс. Составная часть мезорегиона Зона-да-Мата. Входит в экономико-статистический  микрорегион Уба. Население составляет 35 663 человека на 2006 год. Занимает площадь 241,957 км². Плотность населения — 147,4 чел./км².

## История
Город основан 28 сентября 1881 года. 

## Статистика
- Валовой внутренний продукт на 2003 год составляет 294 893 229,00 реалов (данные: Бразильский институт географии и статистики).
- Валовой внутренний продукт на душу населения на 2003 год составляет 8608,26 реалов (данные: Бразильский институт географии и статистики).
- Индекс развития человеческого потенциала на 2000 год составляет 0,753 (данные: Программа развития ООН).